# Gussinooziorsk
Gussinooziorsk o Galuuta (en buriat: Галуута Galuuta; en rus: Гусиноозёрск Gussinooziorsk) és una ciutat de la República de Buriàtia, a Rússia.

## Història
Gussinooziorsk fou fundada el 1939 durant les explotacions dels jaciments de carbó que hi havia a la regió. La vila s'anomenà Xakhti fins al 1953.